# Buckauer Schraube

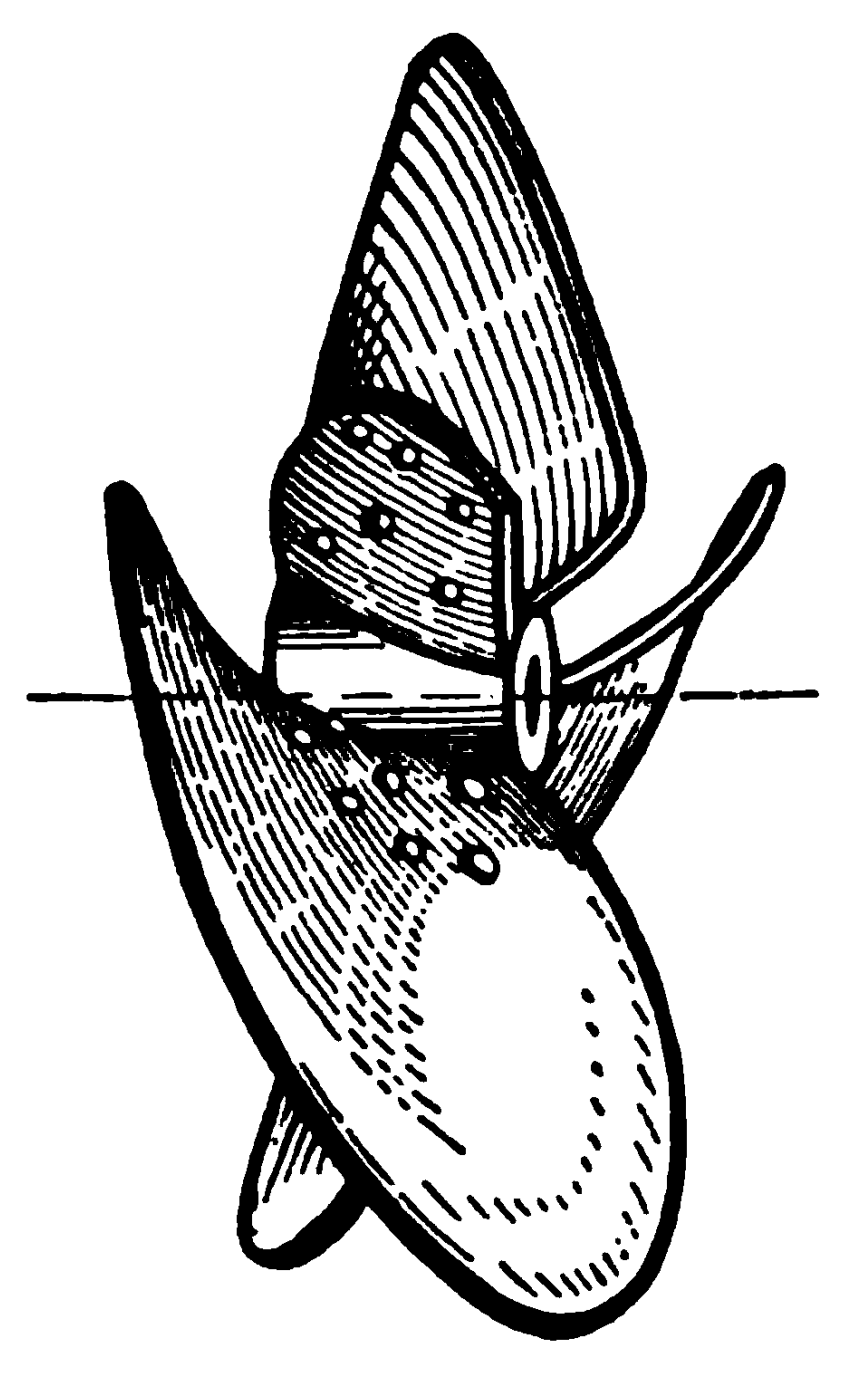

Die Buckauer Schraube, auch Wolfsche Schiffsschraube, ist ein Schiffspropeller.
Der Propeller wurde 1876 von Rudolf Wolf auf Anregung des in der deutschen Fluss- und Kanalschifffahrt aktiven Reeders Andreae entwickelt. Abweichend von den zum damaligen Zeitpunkt eingesetzten gusseisernen Propellern, stellte Wolf die Propellerflügel aus Blechen aus Siemens-Martin-Flußeisen her, die an eine Nabe aus Stahlguss genietet wurden. Die Flügel waren daher leicht austauschbar. Nach Propellerschäden, die sich in der Flussschifffahrt durch niedrigere Wasserstände häufig ergaben, musste somit nicht mehr der komplette Propeller, sondern nur noch der betroffene Flügel ausgetauscht oder ausgebessert werden.
In der Herstellung entfielen darüber hinaus die sonst notwendigen teuren Formen. Weiterhin konnte die Form der Flügel dem jeweiligen Einsatzgebiet angepasst werden. Für die Formgebung nutzte man eine hohe Anzahl Formplatten mit unterschiedlichen Steigungen. Typisch war die Anwendung breiter Flügel, womit der Einfluss der Tauchtiefe vermindert wurde.
Die Herstellung erfolgte durch die von Wolf geführte Maschinenfabrik R. Wolf in Buckau, die hierfür spezielle Maschinen entwickelt hatte. Der Name ergab sich aus dem Herstellungsort, heute ein Stadtteil von Magdeburg. Die Buckauer Schraube war in der Flussschifffahrt vor allem Ende des 19. Jahrhunderts verbreitet.